# 1715년 5월 3일 일식
1715년 5월 3일 일식은 달이 지구와 태양 사이를 지나면서 태양을 완전히 가리는 개기일식이다. 개기일식은 달의 시직경이 태양의 시직경 보다 커서 태양을 다 가릴 수 있을 때 일어난다. 개기일식은 매우 좁은 지역에서만 관측 가능하며, 대부분의 다른 지역에서는 부분일식으로 관측된다. 본그림자는 잉글랜드를 지나 유럽 북부와 아시아 북부를 지난다.

## 관측

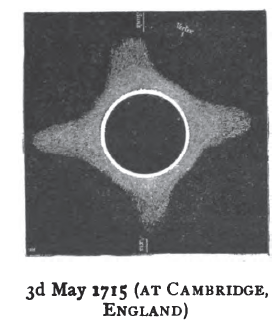
영국 케임브리지에서 관측한 일식 그림. 태양 주위의 코로나가 그려져 있다.
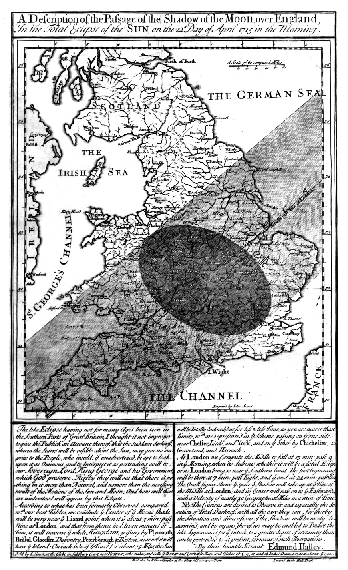
에드먼드 핼리가 예측한 달의 본그림자 경로
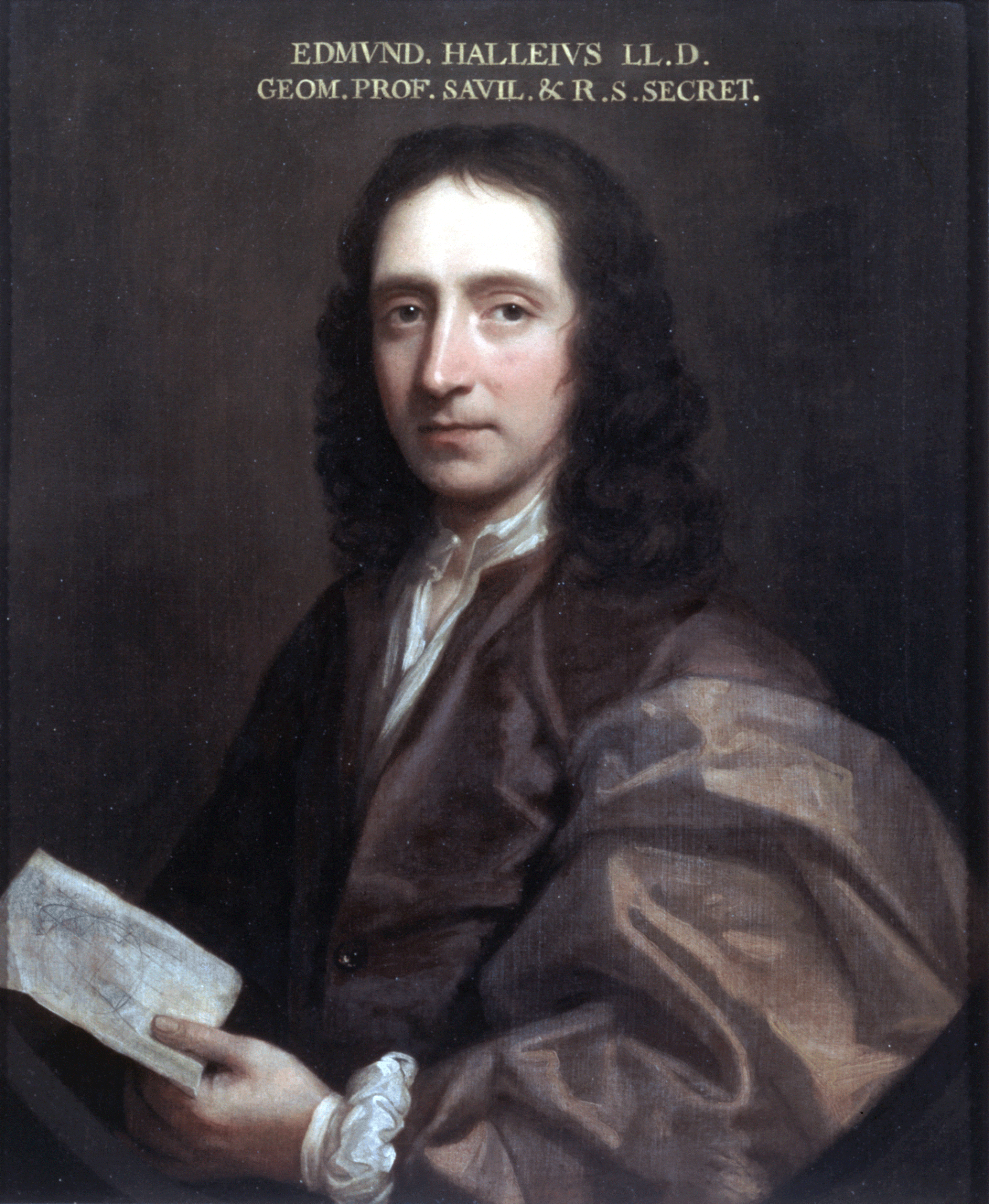
에드먼드 핼리

에드먼드 헬리가 일식의 진행을 4분 이내의 오차로 예측했기 때문에 헬리의 일식이라고도 불린다. 헬리는 이 일식을 런던에서 관측했는데, 런던에서는 3분 33초 동안 개기일식을 관측할 수 있었다.
참고로 영국은 1752년까지 그레고리력을 사용하지 않았으므로, 당시 날짜는 율리우스력 날짜인 4월 22일로 기록되어 있다.